# Olympic Star Muyinga Football Club
Maillots
L'Olympic Star Muyinga Football Club, couramment abrégé en Olympic Star, est un club burundais de football basé à Muyinga. 

## Histoire
Le club est fondé en 1997, il monte la première fois en première division en 2005. Une année avant le club crée la surprise en atteignant la finale de la Coupe du Président, perdue 3 - 0 contre Muzinga FC.
En 2009, le club est relégué en deuxième division, il fera son retour dans l'élite pour la saison 2014-2015.
À la fin de la saison 2016-2017, l'Olympic Star remporte la Coupe du Burundi en battant Le Messager Football Club Ngozi en prolongation.
Après ce premier titre, le club participe à la Coupe de la confédération 2018, il passera le tour préliminaire mais sera éliminé au premier tour par les Soudanais de Al Hilal Obayid.

## Palmarès
- Coupe du Burundi (1) :
  - Vainqueur : 2017